# Eujacobsonia mirabilis
Eujacobsonia mirabilis är en stekelart som beskrevs av Grandi 1923. Eujacobsonia mirabilis ingår i släktet Eujacobsonia och familjen fikonsteklar. Inga underarter finns listade i Catalogue of Life.